# جبل ناطحة سحاب
 جبل ناطحة سحاب؛ (بالإنجليزية: Skyscraper Mountain)‏: هو إحدى الجبال العالية في واشنطن.
يبلغ ارتفاع جبل ناطحة السّحاب 7,078 قدم (2,157 م) القمّة الواقعة في حديقة جبل رينييه الوطنية في مقاطعة بيرس بولاية واشنطن. إنّه جزء من سلسلة كاسكيد. يقع جبل سكاي سكريبر شمال غرب منطقة صن رايز التاريخية، حيث يؤدي ارتفاع مسافة أربعة أميال إلى الجبل، ومعظمها على مسار بلاد العجائب . ومع ذلك، فإن المسار لا يصل إلى القمة، ولكنه لا يزال عبارة عن رحلة سيرًا على الأقدام إلى القمّة من ممرّ ناطحة سحاب. توفّر القمّة إطلالات على جبل بوروز، وجبل سلويسكين، وجبل رينييه. جبل فريمونت هو أقرب قمة أعلى له، 1.1 ميل (1.8 كـم) إلى الشّرق. الوصول محدود بسبب الثلوج التي تغلق طريق سنرايز طوال العام. عادةً ما تكون شهري يوليو وأغسطس وسبتمبر هي الأشهر التي يكون فيها طريق سنرايز مفتوحًا موسميًا لحركة مرور المركبات. تصب مياه الأمطار من جبل سكاي سكريبر في روافد النهر الأبيض.

## تاريخ
جاء الاسم الوصفي Skyscraper Mountain من تشابهه المفترض مع الطراز المعماري الحديث وفقًا لإدموند س. ميني. تم اعتماد الاسم رسميًا في عام 1932 من قبل مجلس الولايات المتحدة للأسماء الجغرافية.

## مناخ
يقع جبل ناطحة سحاب في المنطقة المناخية للساحل الغربي البحري في غرب أمريكا الشمالية. تنشأ معظم الجبهات الجوية في المحيط الهادئ، وتتجه نحو الشمال الشرقي باتجاه جبال كاسكيد . مع اقتراب الجبهات، يتم دفعها للأعلى بسبب قمم سلسلة جبال كاسكيد ( الرفع الجبلي )، مما يتسبّب في سقوط الرّطوبة على شكل أمطار أو تساقط ثلوج على شلالات. يتعرض الجانب الغربي من الشّلالات لهطول أمطار عالية، خاصّة خلال أشهر الشّتاء على شكل تساقط الثّلوج. في أشهر الشّتاء، يكون الطّقس غائمًا عادةً، ولكن بسبب أنظمة الضّغط العالي فوق المحيط ال
هادئ والتي تشتد خلال أشهر الصّيف، غالبًا ما يكون هناك غطاء سحابيّ قليل أو معدوم خلال فصل الصّيف.

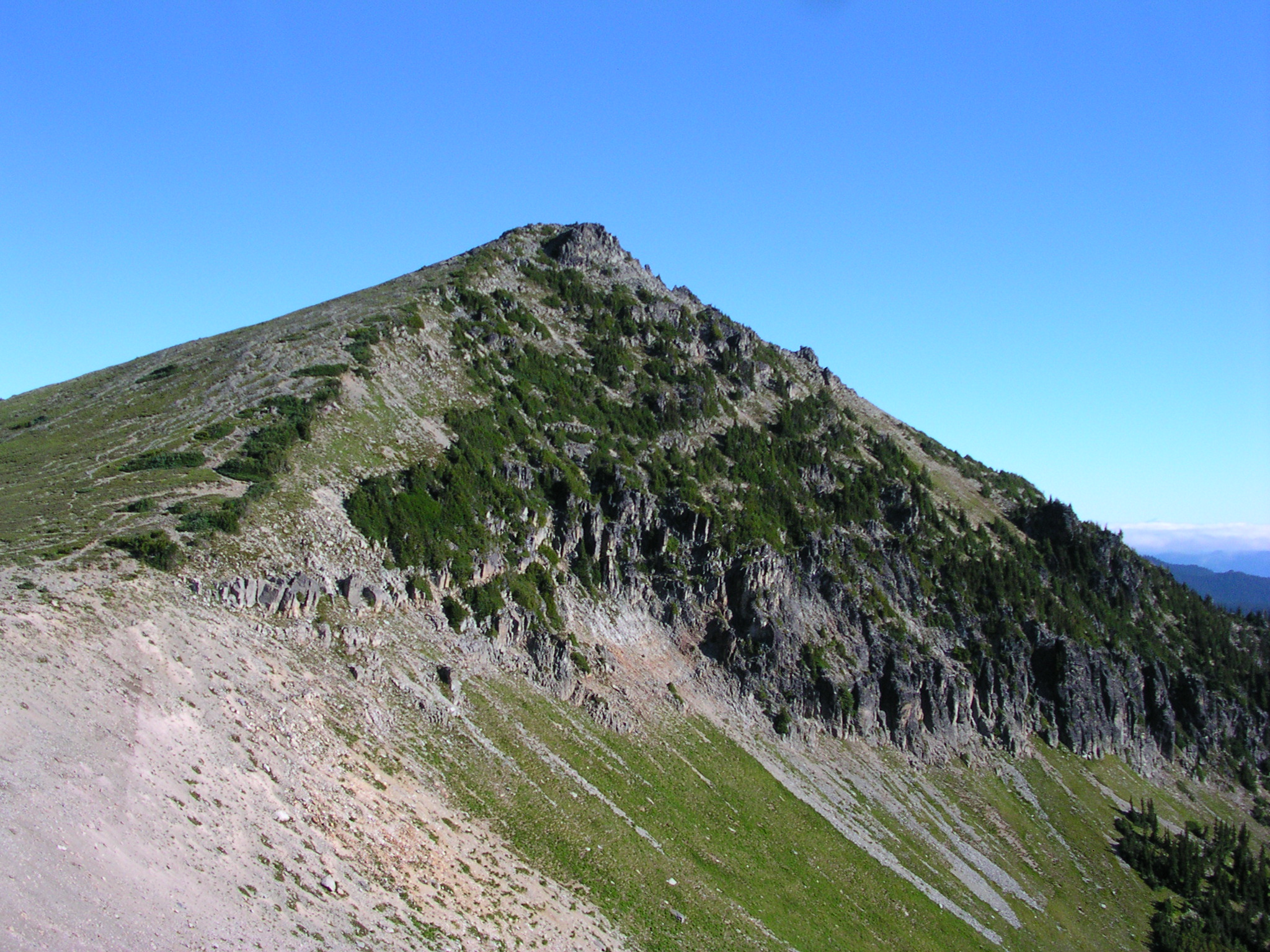
جبل ناطحة سحاب

## أنظر أيضا
- جغرافيا واشنطن (ولاية)
- جيولوجيا شمال غرب المحيط الهادئ

## روابط خارجية
- الموقع الإلكتروني لخدمة المتنزهات الوطنية: متنزه ماونت رينييه الوطني
- طقس جبل ناطحة السحاب: توقعات الجبال